# Squeeze (Album)
Squeeze ist das fünfte und letzte Studioalbum von The Velvet Underground. Es ist das einzige Album, an dem keines der ursprünglichen Mitglieder beteiligt war.

## Hintergründe
Nachdem mit der Veröffentlichung des Albums Loaded 1970 Frontmann und Songwriter Lou Reed die Band verlassen hatte, übernahm Doug Yule die Führung der Band. In wechselnden Besetzungen, unter anderem mit Dougs Bruder Billy Yule, bestand diese Band bis 1973 weiter, auch auf Drängen von Manager Steve Sesnick hin, der den Namen The Velvet Underground aus kommerziellen Gründen beibehalten wollte, obwohl bereits vor dem Ausstieg der letzten Urmitglieder Maureen Tucker und Sterling Morrison 1971 keinerlei Verbindung mehr zu der ursprünglichen Band bestand:

„Wir spielen zwar zur Zeit noch die alten Nummern, wollen aber im Laufe der Zeit immer mehr davon wegkommen und neue Sachen machen. Natürlich erwarten die Leute von Velvet Underground das Stück ,Heroin', und deshalb überlegen wir uns auch, ob wir uns nicht einen anderen Namen zulegen sollen. Drei von uns sind dafür, während ich und Manager Steve den alten beibehalten wollen. Natürlich spielen ökonomische Gesichtspunkte dabei eine Rolle: Mit dem Namen Velvet Underground bekommen wir einfach mehr Auftritte.“

Yule, der in den letzten Jahren des Bestehens das einzige konstante Mitglied war, spielte das Album Squeeze größtenteils allein ein; das Schlagzeug bediente Deep-Purple-Schlagzeuger Ian Paice.
Das Album wurde nach 1973 nicht mehr neu aufgelegt, 2012 erschien es als Bootleg. Obwohl Squeeze auf Musikstreaming-Diensten verfügbar ist, gehört es nicht zum offiziellen Katalog, sondern wird über das externe Label ODL angeboten.

## Titelliste
Alle Songs stammen aus der Feder von Doug Yule.
1. Little Jack – 3:27
2. Crash – 1:22
3. Caroline – 2:35
4. Mean Old Man – 2:53
5. Dopey Joe – 3:08
6. Wordless – 3:03
7. She’ll Make You Cry – 2:45
8. Friends – 2:39
9. Send No Letter – 3:12
10. Jack & Jane – 2:57
11. Louise – 5:44

## Rezeption
Squeeze gilt weithin als Doug-Yule-Soloalbum. Obwohl Yule sich stilistisch an den ruhigeren Stücken auf Loaded orientiert, fiel die Reaktion auf die Veröffentlichung allgemein negativ aus. Die ursprünglichen Mitglieder distanzierten sich später von diesem Album; in der 1995 erschienenen Zusammenstellung Peel Slowly and See ist es nicht enthalten. In den Liner Notes zu dieser Zusammenstellung wird Squeeze als „an embarrassment to the VU discography“ („eine Peinlichkeit für die VU-Diskografie“) bezeichnet.
Das Magazin Rolling Stone wählte Squeeze auf Platz 2 der 50 schlechtesten Alben von großartigen Bands und Musikern.